# Krzysztof Dryja
Krzysztof Dryja (Varsavia, 4 gennaio 1974) è un ex cestista polacco.

## Carriera
Con la Polonia ha disputato i Campionati europei del 1997.

## Palmarès
- Campionato polacco: 1

Znic Pruszków: 1994-95